# Paradoxapseudes larakia
Paradoxapseudes larakia is een naaldkreeftjessoort uit de familie van de Apseudidae. De wetenschappelijke naam van de soort is voor het eerst geldig gepubliceerd in 1997 door Edgar.